# Narycia acharis
Narycia acharis är en fjärilsart som beskrevs av Philipp Christoph Zeller 1926. Narycia acharis ingår i släktet Narycia och familjen säckspinnare. Inga underarter finns listade i Catalogue of Life.